# Thomas Sidney Cooper

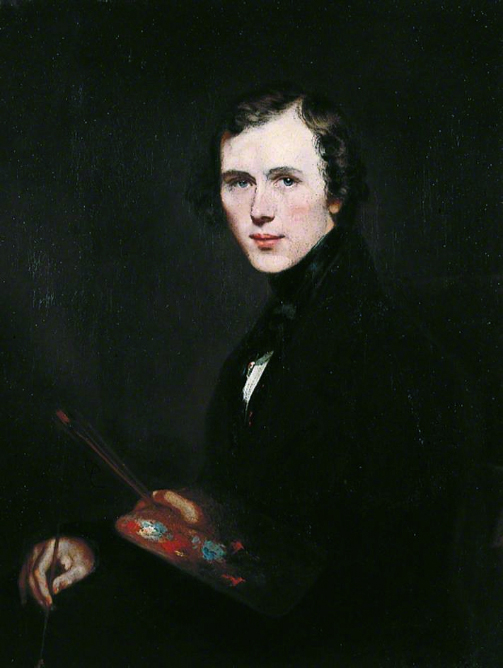
Zelfportret (ca. 1832)

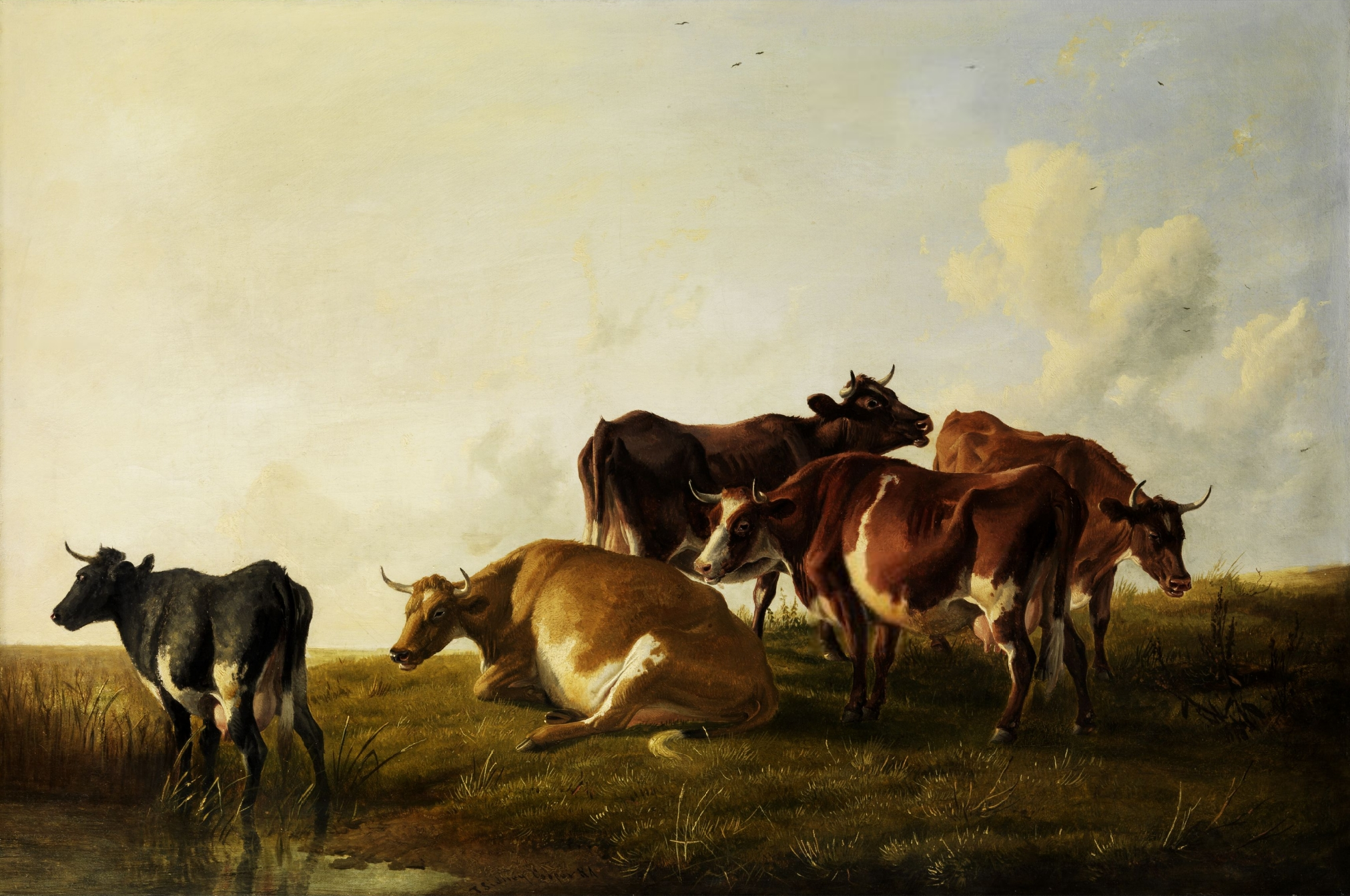
Cattle in the pasture (1881)

Thomas Sidney Cooper (Canterbury, 26 september 1803 – Londen, 7 februari 1902) was een Engels landschapsschilder die veel vee schilderde.

## Leven
Cooper had als kind al artistieke neigingen, maar de familiesituatie liet hem niet toe een opleiding te volgen. Op zijn twaalfde werkte hij bij een koetsenschilder, later afgewisseld met toneelschilderen. Hij bleef een kunstenaarsbestaan ambiëren en oefende intensief naar het leven. Op zijn twintigste trok hij naar Londen, tekende enige tijd in het British Museum, en bekwam een plaats in de opleiding van de Royal Academy.
Terug in Canterbury gaf hij tekenlessen om aan de kost te komen. In 1825 verhuisde hij naar Parijs, vanwaar vrienden hem meetroonden naar Brussel (1827). Hij trouwde er en maakte talrijke lithografieën van steden en monumenten, soms op groot formaat (o.a. een panorama van Brussel). Het uitbreken van de Belgische Revolutie leverde hem materiaal voor enkele bijzondere straatscènes, gesigneerd T.S.C. Doorslaggevend voor zijn verdere ontwikkeling was de ontmoeting en vriendschap met dierenschilder Eugène Verboeckhoven.
Zijn terugkeer naar Londen in 1833 was het begin van een lange en succesvolle loopbaan. Hoewel hij ook oorlogstaferelen maakte, was zijn beste thema koeien en schapen, wat hem het epitheton 'Cow Cooper' opleverde.

## Werk (selectie)
- Milking Time (1834)[4]
- A Summer's Noon (1836)
- A Drover's Halt on the Fells (1838)
- A Group in the Meadows (1845)
- Waterloo, the defeat of Kellerman's Cuirassiers (1847)
- The Shepherd's Sabbath (1866)
- The Monarch of the Meadows (1873)
- Separated but not Divorced (1874)
- Isaac's Substitute (1880)
- Pushing off for Tilbury Fort (1884)
- Cattle and Sheep in a Landscape (1888)
- On a Farm in East Kent (1889)
- Return to the Farm, Milking Time (1897)